# Max Kramer (Ingenieur)
Max Otto Kramer (* 8. September 1903 in Köln; † Juni 1986 in Pacific Palisades) war ein deutscher Wissenschaftler und Luftfahrtingenieur, der sich vor allem mit der Konstruktion ferngelenkter Waffen beschäftigte.

## Leben
Kramer studierte bis 1926 Elektrotechnik an der Technischen Hochschule München und promovierte 1931 unter Theodore von Kármán an der Technischen Hochschule Aachen. Er arbeitete während des Zweiten Weltkriegs mehrere Jahre lang am Deutschen Institut für Luftfahrt der Deutschen Versuchsanstalt für Luftfahrt in Berlin-Adlershof. 1938 reichte er ein Patent ein, mit dem der Strömungswiderstand der Landeklappen am Flügel eines Flugzeugs wesentlich verringert werden konnte. Im gleichen Jahr konstruierte er eine radiogesteuerte Bombe von 250 kg. Die Forschungsarbeiten wurden 1940 zur Firma Ruhrstahl gegeben, und Kramer entwickelte in den Werken in Brackwede die Fritz X und Ruhrstahl X-4. Für die Steuerung verwendete er, bis zu diesem Zeitpunkt in Deutschland äußerst unkonventionell, Spoilern in einem kreuzförmigen Leitwerk.
Kramer kam im Rahmen der Operation Paperclip zwangsweise in die Vereinigten Staaten. Auf seiner Überfahrt über den Atlantik hatte er eine Schule von Delfinen gesehen und sich die Frage gestellt „wie die Meeressäuger das Problem der turbulenten Strömung lösten.“ Er war bis 1951 am Naval Air Development Center in Johnsville beschäftigt, wo er ein akustisches Leitsystem für Lenkflugkörper entwickelte. Von 1952 bis 1960 war er Technischer Direktor der Coleman Engineering Company. 1956 wurde die Tochtergesellschaft „Coleman-Kramer, Inc.“ in Los Angeles gegründet, deren Vizepräsident er war. Bereits dort und später bei der North American Aviation in Downey, begann er mit der Entwicklung einer Gummibeschichtung, um den Strömungswiderstand auf Unterwasserobjekten zu verringern. 1969 reichte er dazu ein abschließendes US-Patent ein.
Kramer war seit dem 29. September 1934 mit Ilse Asta (geborene Nichterlain, 29. September 1909 – 7. August 2000) verheiratet und hatte einen Sohn Christoph Kramer (16. Mai 1936 – 24. August 1952).

## Schriften (Auswahl)
- Increase in the Maximum Lift of an Airplane Wing Due to a Sudden Increase in Its Effective Angle of Attack Resulting from a gust. In: Technical Memorandum – National Advisory Committee for Aeronautics. Nr. 678, Juli 1932 (books.google.de).
- The Dolphins’ Secret. In: Journal of the American Society for Naval Engineers. Band 73, Nr. 1, Februar 1961, S. 103–108 doi:10.1111/j.1559-3584.1961.tb02422.x.
- mit Bruce H. Carmichael, William A. Knoll: Project Dolphin phase I : drag measurements in the Pacific Ocean on a 5.6 cubic foot laminar body at speeds up to 45 knots. Anaheim 1962.